# Pierino Albini
Pierino Albini (Arconate, Llombardia, 16 de desembre de 1885 – Saronno, 12 de març de 1955) va ser un ciclista italià, que fou professional entre 1904 i 1915 i el 1919. En el seu palmarès destaquen les participacions al Giro d'Itàlia, cursa que finalitzà en dues ocasions entre els cinc primers i on guanyà tres etapes.

## Palmarès
- 1905
  - 1r a la Coppa Desio
  - 1r a la Coppa Morbegno
  - 1r a la Legnano-Gravellona-Legnano
- 1906
  - 1r a la Milà-Domodossola-Milà i vencedor de 2 etapes
- 1908
  - Vencedor d'una etapa del Giro de Sicília
- 1910
  - 1r a la Milà-Varese
  - Vencedor d'una etapa del Giro d'Itàlia
- 1914
  - Vencedor de 2 etapes del Giro d'Itàlia

### Resultats al Giro d'Itàlia
- 1910. Abandona. Vencedor d'una etapa
- 1912. (3r de la classificació per equips)
- 1913. 4t de la classificació general
- 1914. 2n de la classificació general. Vencedor de 2 etapes

### Resultats al Tour de França
- 1910. 11è de la classificació general
- 1912. Abandona (15a etapa)
- 1913. Abandona (6a etapa)